# Serafino de’ Serafini
Serafino di Giovanni de’ Serafini (* um 1324 in Modena; † 1393) war ein italienischer Maler, der Ende des 14. Jahrhunderts in Modena tätig war.

## Leben

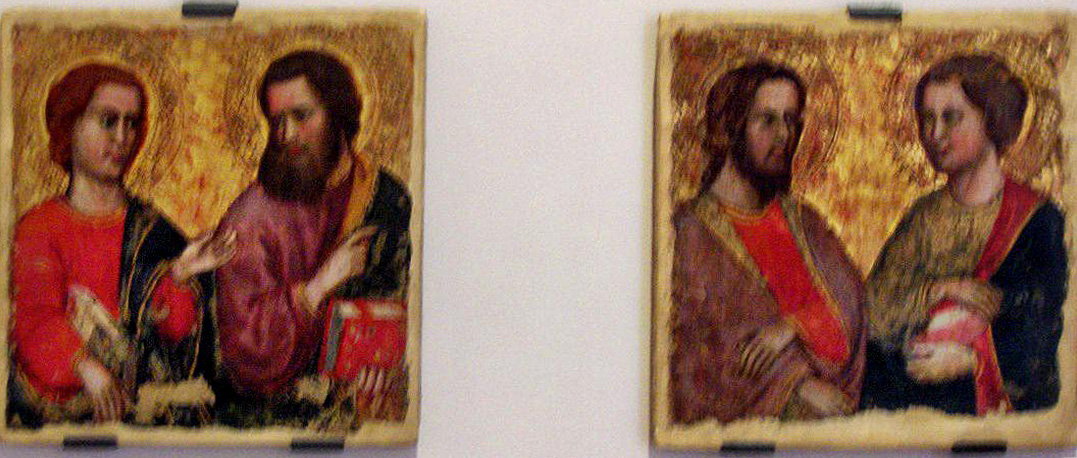
Vier Apostel, Museo della Città (Rimini)

Serafino wurde um 1324 als Sohn des Schuhmachers Giovanni Serafini de Aribertis geboren. 1349 wurde zum Vormund seiner Brüder ernannt. Da er dazu ein Alter von 25 Jahren haben musste, wird sein Geburtsjahr auf 1324 geschätzt.
Serafino war erst sehr spät als Maler tätig, da er sich zuvor um den Familienbetrieb kümmern musste. Wahrscheinlich passierte dies nach seinem Umzug nach Ferrara im Jahr 1361. In zwei Kaufverträgen aus dem Jahr 1373, beim denen er als Zeuge aufscheint, wird er erstmals als „Maler“ bezeichnet.
Einige Aquarellzeichnungen auf einer Schriftrolle mit der Biblia figurata et depicta in forma arboris genealogicae cum explicationibus adjectis aus der Österreichischen Nationalbibliothek in Wien (Ms. series nova 3394, 5860 × 620 mm; De Marchi, 1998, S. 174; Id., 1999, S. 38–40) sind um 1370 anzusetzen. In diesem Werk ist der Übergang zwischen der Ausbildungszeit des Künstlers und seinem reifen Schaffen ersichtlich.
Obwohl über diesen Künstler nur wenig überliefert ist, kann man aus der folgenden Inschrift in einer von ihm bemalten Kapelle schließen, dass er wahrscheinlich zu seiner Zeit von einiger Bedeutung war:
Mille trecento con septanta sei

Erano corso gli anni del Signore

E ’l quarto entrava quando a so honore

Questa Capella al nobel fin minei.

Et io, che tutta in si la storiei

Fui Serafin da Mutina Pittore.
Serafino werden auch drei Gemälde an den Wänden der Bonacolsi-Kapelle in Mantua zugeschrieben:
- Taufe Christi
- Jesus unter den Schriftgelehrten
- Anbetung der Magier

Auch einige Fresken in der Gonzaga-Kapelle in der Kirche San Francesco in Mantua.
Ihm wird auch eine zweiseitige Tafel in der Kathedrale Santa Maria Maggiore in Barletta (BT) zugeschrieben: Madonna della Sfida (Seite A) und Christus der Erlöser (Seite B).
Während von seinen Fresken in den Este-Palästen nichts mehr vorhanden ist, sind noch einige Werke in Ferrara erhalten. Aus der ehemaligen Augustinerkirche San Andrea befinden sich der Triumpf des hl. Augustinus und das Martyrium der Hl. Dorothea in der Pinacoteca Nazionale von Ferrara. Das Fresko der Mariä Himmelfahrt befindet sich in der Casa Romei in Ferrara, signiert mit Serafino de Mutina me pin.
Zur letzten Schaffensphase des Künstlers gehört ein Polyptychon von 1385 im Dom von Modena. Es zeigt die Krönung der Jungfrau Maria in der Mitte, die Kreuzigung an der Spitze, die Verkündigung und die hl. Onophrius und hl. Katharina im oberen Register. Die Heiligen Christophorus, Nikolaus, Geminianus und Abt Antonius im Hauptregister. Der segnente Christus und die zwölf Apostel in der Predella.